# Музика Швеції
Музика Швеції (швед. Svensk musik) — музична національна культура Швеції.

## Історія
Музика Швеції до XIX століття розвивалася в загальному руслі скандинавської музичної культури зазнавши впливу німецької і норвезької музики. До початку XX століття набула рис національної самобутності. Пісенно-танцювальний фольклор (хороводні танці зі співами і парні) різний у різних ленах. Найдавніші народні інструменти — «лур» (пастуший ріжок), дзвіночки; пізніше сільські ансамблі включали скрипки, кларнети, флейти, арфи. Носіями музичного мистецтва були до XIII століття скальди, до початку XVI століття — мандрівні музиканти, що грали на скрипках, дудках, барабанах на міських вулицях і при дворі. У XIV—XV століттях виникли народні пісні-балади та політичні антифеодальні пісні, а після Реформації — євангелічні псалми. На формування професійної музики вплинув григоріанський спів, що попав у Швецію з прийняттям християнства в XI столітті. З часів Реформації відомий протестантський хорал. Центром світського музичного життя був королівський двір в Стокгольмі, де з 1526 р. виступала придворна капела. Тут служили декілька поколінь музикантів з німецької сім'ї Дюбен.
Першого розквіту шведська класична музика досягла з творчістю шведського композитора пізнього бароко, першого великого композитора в історії Швеції Юхана Хельміка Румана. Який навчався в Лондоні, в тому числі у Георга Фрідріха Генделя.
У XVIII ст. придворну капелу очолювали Ю. Х. Руман (1729—1737), один з перших професійних національних композиторів (церковна хорова музика), організатор перших публічних концертів (з 1731 р.), і Ф. Уттіні (з 1768 р.), автор першої опери на шведській мові «Тетіс і Пелея» (1773 р.); в 1773 їм створена оперна трупа, що стала основою Королівської опери. Її вистави йшли в «Больхюс-театрі», з 1777 р. — в замку Дроттнінггольм поблизу Стокгольма; в 1782 р. театр отримав постійне приміщення (в 1898 р. нова будівля), де йшли опери шведських композиторів Ю. Г. Наумана («Густав Ваза» 1786 р.), на початку XIX ст. — Франца Бервальда, найбільшого шведського композитора-романтика (1-й шведський симфоніст, також скрипаль і диригент), К. Стенборга (комічні опери). Наприкінці XIX ст. — А. Халл. Серед інших композиторів кінця XVIII ст. — початку XIX ст. був Г. І. Фоглер і І. M. Краус (церковні і світські твори), Ю. Ф. Пальм (пісні). У 1771 р. в Стокгольмі заснована Королівська академія музики (спочатку концертна організація, пізніше навчальний заклад. Наприкінці XIX ст. перетворене в консерваторію; з 1940 р. Вища музична школа, з 1971 р. — Державна вища музична школа). На початку XIX ст. під впливом ідей романтизму зріс інтерес до національного музичного фольклору. Збирачами народних пісень були Е. Драке, І. Б. Струве, P. Дюбек. Видавець першого фольклорних антологій (1814—1816 рр.) — А. Афцеліус, Е. Г. Гейєр (також композитор) і А. І. Арвідсон. Народні мелодії використовували композитори 2-ї половини XIX ст. А. Ф. Ліндблад (за пісні його називали «шведським Шубертом»; також автор опери, симфоній, камерно-інструментальних творів), І. Хальстрем (опера «Зачарована» 1874 р.), А. Халла (опери, симфонії, поеми, хорові твори). З сер. XIX ст. музична життя також стало розвиватися в Мальме, Норчепінгу і Гетеборзі (в 1856—1861 рр. Гетеборзький симфонічний оркестр очолював Б. Сметана). Світову популярність отримала шведська вокальна школа; найкращі співачки — Є. Лінд (названа «шведським соловейком»), К. Нільсон, Е. Гульбрансон, Ю. Бьєрлінг та інші.
В епоху романтизму шведські композитори в своїх творах приділяли увагу запозиченню зі шведських народних мотивів, що сприяло формуванню національної музики. Цей період характеризується також розквітом духовної, церковної та органної музики. Серед шведських композитор слід зазначити Карла Мікаеля Бельмана, Франца Бервальда, Отто Ліндблада, Вільгельма Петерсон-Бергера, Вільгельма Стенгаммара, Хуго Альвена, Аллана Петтерссона, а також композиторів-органістів — Отто Ульссона і Ельфріду Андреє.
Великий внесок у національну музичну культуру внесли Хільдінг Русенберг, Свен-Ерік Бек, Інгрід Лідхольм, а також Карл-Біргер Блумдаль.
Основоположник композиторської національної школи 1-ї половини XX ст. був В. Петерсон-Бергер (музинчі драми в дусі P. Вагнера, 5 симфоній, вокальні та інструментальні твори), В. Стенхаммар (камерно-інструментальні твори, опери, симфонії); X. Альвена (оркестрові твори, в тому числі"Шведські рапсодії", хори); Д. І. Вірен (симфонії, концерти з оркестром, музика для драм, театру і кіно); їх творам властивий північний колорит, характерний для скандинавського романтизму. Серед інших музикантів був скрипаль, диригент, композитор T. Аулін (заснував квартет); композитори Е. Шегрен
(романси тощо), H. Берг, Е. Кальстеніус, T. Рангстрем. У 1930—1940-ві рр. відомий К. M. Аттерберг (опери, балети, симфонії та інше), І. Нюстрем (довго працював у Парижі; інструментальні твори), X. Русенберг (багато творів виконав за межами Швеції), M. Пергамент (застосовує серійну техніку); виділяється творчість К. Б. Блумдаля (опера «Аніара» поставлена 1959 р., й інші). Серед композиторів 1950-х рр. відомі Д. І. Вірен, Л. Е. Ларсон, Е. фон Кох; пізніше — І. Лідхольм, С. Е. Бек, X. Еклунд та інші.
Творчість ряду композиторів 1960-1970-х рр. сформувалася підо впливом авангардизму. Створені товариство сучасної музики («Самтіда музик» 1960 р.), студії електронної музики в Стокгольмі (1964 р.) і Мальме (1966 р.). Експериментальну музику писали А. Мельнес, К. Е. Велін, Я. Барк, Б. Нільсон, Я. Мортенсон та інші. У Швеції 10 професійних симфонічних оркестрів, в тому числі Шведське радіо, Стокгольмська філармонія (в 1974—1976 рр. керував Г. H. Рождєствєнський), Гетеборзький симфонічний оркестр; хори, а також хори Шведського радіо, Стокгольмський камерний. Оперні театри є в Стокгольмі (Шведська королівська опера), в Гетеборзі і Мальме; Мюзикли та оперети ставляться в «Оскар-театрі» в Стокгольмі. Працюють Концертні об'єднання в Стокгольмі (з 1902 р.), Оркестрові об'єднання в Гетеборзі (з 1905 р.), Союз шведських композиторів (з 1918 р.), Союз хорів (з 1925 р.) та інші, в тому числі аматорські музичні організації. Найбільші музичні навчальні заклади — це Державна вища музична школа в Стокгольмі, консерваторія в Мальме (з 1907 р.), Інститут музики в Гетеборзі (з 1932 р.), численні музичні школи. З 1963 р. існує концертна організація з влаштування виступів солістів і камерних ансамблів (до 1960-х рр. Концерти камерної музики були набагато менш популярні, ніж симфонічних оркестрів). Серед виконавців 1970-х рр. відомі диригенти С. Ерлінг, С. Вестерберг, X. Блумстедт; піаністи X. Лейграф, С. Еріксон; скрипалі Л. Берлін, Е. Вольф; віолончеліст Е. Блендаль-Бенгтсон; співаки H. Гедда, P. Седерлеф, співачки Б. Нільсон, Л. Андерсон, Е. Седерстрем, Ч. Майєр, M. Халлін. Музикознавці — Л. А. Д. Фркжлунд, І. Бенгтсон та інші.
Заслужений авторитет в країні має симфонічний оркестр шведського радіо і оркестр Стокгольмської філармонії.
Заснована в 1773 році шведська королівська опера вважається однією з найкращих в Європі. Серед відомих шведських оперних співаків Ейнар Андерссон, Біргіт Нільссон, Юссі Бьорлінг, Малена Ерман, Катаріна Карнеус.

## Поп-музика

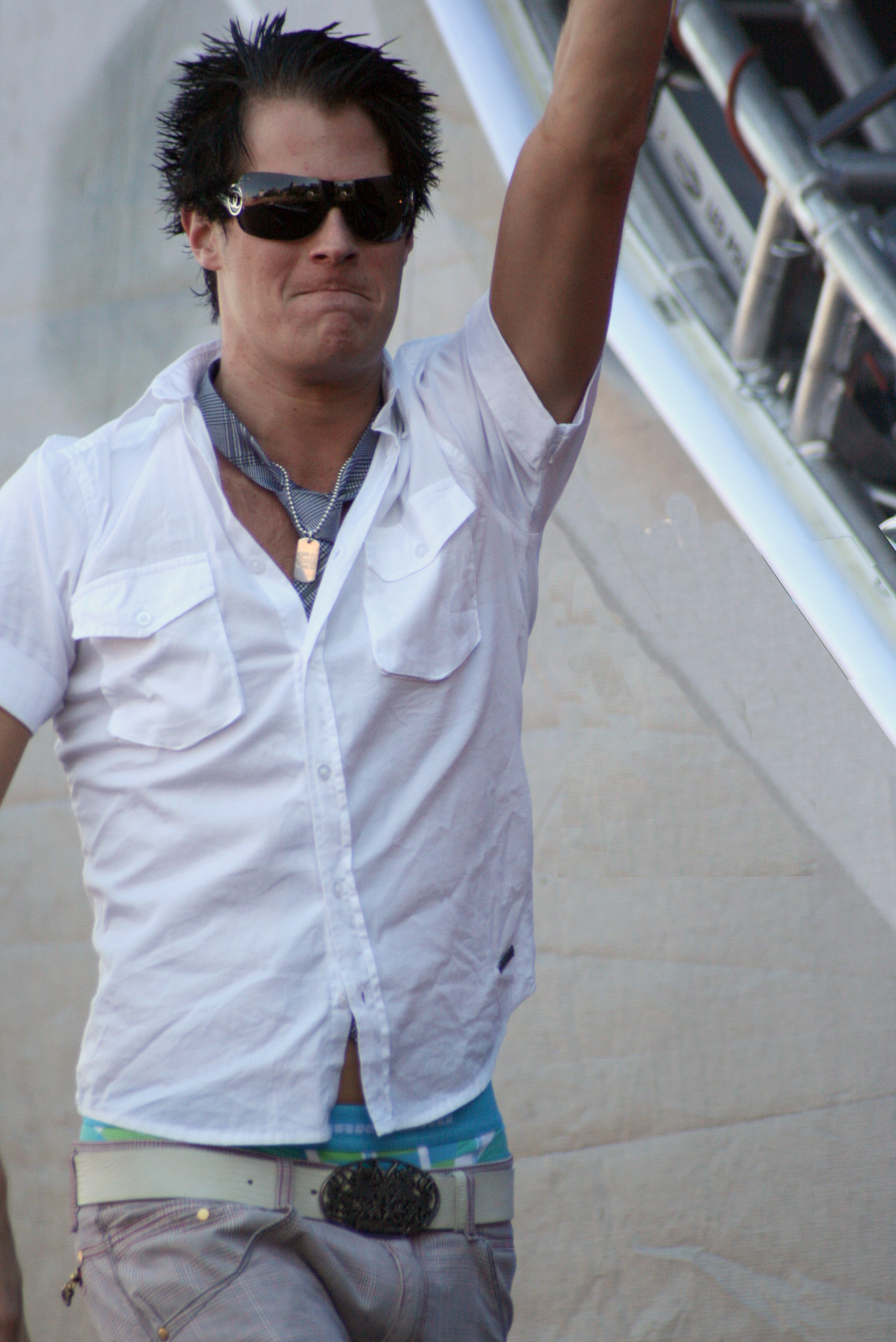
Basshunter

Всесвітнє визнання одержали шведські поп-колективи та виконавці: Roxette, ABBA, Ace of Base, E.M.D., Europe, E-Type, Army of Lovers, The Cardigans, Covenant, Vacuum, Secret Service, September, Денні Сауседо, Yaki-Da, співак Боссон, Джей-Джей Йохансон, Доктор Албан, Basshunter, Араш.
Шведські музичні групи, що роблять менший акцент на популярну музику, стали досить відомими в останні роки. До них можна віднести The Ark, The Hives, Mando Diao, Sugarplum Fairy, The Sounds, Refused, Millencolin, The (International) Noise Conspiracy, Sahara Hotnights, The Hellacopters, The Soundtrack of Our Lives, Kent, Infinite Mass, Timbuktu, Looptroop і Airbase (Jezper Söderlund), Тім Шьольд.
Співак, автор пісень, артист жанру ревю і актор Магнус Уггла відомий насамперед сатиричними текстами своїх пісень. Його пісня «Varning på stan» (можна перекласти як «Місто, бережись!») стала хітом у 1977 році. Відтоді він випустив загалом 17 студійних альбомів.

## Прогресив, фолк, хаус
Серед «Progressive rock» груп найвідоміші The Flower Kings, Kaipa і Pain of Salvation. У 1960-х роках у Швеції були надзвичайно популярні групи Hootenanny Singers і Hep Stars.
У стилі скандинавського фолк-року в 1990-ті рр. грали групи Garmarna і Hedningarna. Також всесвітньо відома група «А капела» The Real Group.
В даний час в електронній танцювальній музиці популярні «Диджей» (DJ) і продюсери, які працюють в стилі «хаус» (house) і яких називають «Swedish House Mafia»: Axwell, Стів Анжелло і Себаст'ян Інгроссо.

## Метал
Гітарист-новатор Інгві Мальмстін є один з основоположників нео-класики металу у Швеції. Серед популярних метал-груп — HammerFall, Sabaton, Evergrey, Pain. Швеція є батьківщиною багатьох «важких» і «похмурих» напрямків металевої музики — мелодійного (At the Gates), що виокремився у окрему стилістику, і модерн дет-металу (In Flames), дум-металу (Candlemass, Draconian), симфонічного (Therion), блек, паган і вікінг металу (Bathory).
Найбільш відомі групи: Arch Enemy, Dark Funeral, Dark Tranquillity, Hypocrisy, Deathstars, The Haunted, Katatonia, Marduk, Meshuggah, Naglfar, Opeth, Scar Symmetry, Soilwork, Tiamat, Vintersorg, Lake of Tears, In Flames.

## Музичні фестивалі
Найвідоміші фестивалі у Швеції: Arvikafestivalen, Falun Folkmusik Festival, Göteborgs Jazz Festival, Metaltown, Musik vid Siljan, Peace & Love, Pier Pressure, Stockholm Pride, Storsjöyran, Sweden Rock Festival, Way out West, West Coast Riot, Melodifestivalen.